# Großer Preis von Österreich 2002
Der Große Preis von Österreich 2002 (offiziell Grosser A1 Preis von Österreich 2002) fand am 12. Mai auf dem A1-Ring in Spielberg statt und war das sechste Rennen der Formel-1-Weltmeisterschaft 2002.

## Berichte

### Hintergrund
Nach dem Großen Preis von Spanien führte Michael Schumacher in der Fahrerwertung mit 21 Punkten vor Juan Pablo Montoya und mit 24 Punkten vor Ralf Schumacher. In der Konstrukteurswertung führte Ferrari mit sieben Punkten vor Williams-BMW und mit 37 Punkten vor McLaren-Mercedes.
Mit David Coulthard und Eddie Irvine (jeweils einmal) traten zwei ehemalige Sieger zu diesem Grand Prix an.

### Training
Vor dem Rennen am Sonntag fanden vier Trainingssitzungen statt, jeweils zwei am Freitag und Samstag. Die Sitzungen am Freitagmorgen und -nachmittag dauerten jeweils eine Stunde; die dritte und vierte Sitzung am Samstagmorgen dauerte jeweils 45 Minuten.
Am Freitag fuhr Rubens Barrichello die schnellste Runde, gefolgt von Michael Schumacher und Montoya.
Am Samstag fuhr Michael Schumacher dann die Bestzeit vor Barrichello und Ralf Schumacher.

### Qualifying
Das Qualifying am Samstagnachmittag dauerte eine Stunde. Jeder Fahrer war auf zwölf Runden begrenzt, wobei die Startreihenfolge durch die schnellsten Runden der Fahrer bestimmt wurde. Während dieser Sitzung war die 107-Prozent-Regel in Kraft, die erforderte, dass jeder Fahrer eine Zeit innerhalb von 107 % der schnellsten Runde aufstellte, um sich für das Rennen zu qualifizieren.
Im Qualifying sicherte sich Barrichello mit einer Rundenzeit von 1:08,082 Minuten die Pole-Position. Zweiter wurde Ralf Schumacher vor seinem Bruder Michael.

### Warm Up
Im Warm Up waren erneut die Ferrari die Schnellsten. Barrichello platzierte sich vor Michael Schumacher und dem Sauber von Felipe Massa.

### Rennen
Barrichello legte einen flotten Start hin und behielt die Führung bis in die erste Kurve. Hinter Barrichello legte sein Teamkollege Michael Schumacher ebenfalls einen schnellen Start hin und schob sich auf den zweiten Platz vor, Heidfeld verbesserte sich vom fünften auf den dritten Platz, nachdem er Ralf Schumacher außen überholt hatte. Kimi Räikkönen und Massa zogen derweil nebeneinander in die erste Kurve, woraufhin Massa auf den Rasen ausweichen musste und auf den zehnten Platz zurückfiel. Weiter hinten kam Enrique Bernoldi mit dem Heck seines Teamkollegen Heinz-Harald Frentzen in Berührung; beide Autos fuhren weiter, Bernoldi musste nach der ersten Runde allerdings zur Reparatur in die Box. In der zweiten Kurve fiel dann Pedro de la Rosas Gaspedal aus und er musste aufgeben. In der Zwischenzeit erlitt Jacques Villeneuve einen leichten Verlust der Kontrolle über das Auto und prallte innen gegen Frentzens Auto. Die Kollision schickte Frentzen in ein Kiesbett, aus dem er sich langsam befreite.
Am Ende der ersten Runde führte Barrichello seinen Teamkollegen Michael Schumacher, Nick Heidfeld, Ralf Schumacher, Montoya und Coulthard an. Zu Beginn der zweiten Runde verbremste sich dann Heidfeld und musste die beiden Williams-BMW vorbei lassen. Vorne begannen Barrichello und Michael Schumacher sich vom Rest des Feldes abzusetzen. Weiter hinten im Feld kam es zu Überholmanövern. In Runde zwei überholte Mika Salo Jenson Button und war Achter. Villeneuve überholte seinen Teamkollegen Olivier Panis und belegte den 14. Platz, und Frentzen überholte Mark Webber in Runde drei. In der nächsten Runde verlor Alex Yoong zwei Plätze an seinen Teamkollegen Webber und Frentzen. Bernoldi schied mit einem gebrochenen Frontflügel und gebrochener vorderer Bremsleitung aus dem Rennen aus. Räikkönen schied als Siebter am Straßenrand mit einem Motorschaden in Runde sechs aus. In Runde sieben überholte Villeneuve Allan McNish und belegte den zehnten Platz, verbremste sich dann allerdings und musste den Schotten wieder vorbei lassen. In der achten Runde unternahm er einen zweiten, erfolgreichen Versuch und überholte McNish, der sich gegen eine Konter entschied.
In derselben Runde betrat Massa die Boxengasse und reihte sich in die Liste der Ausscheider ein, die wegen einer defekten linken Hinterradaufhängung ausgefallen waren. Villeneuve überholte Fisichella in Runde zehn und belegte den neunten Platz. Kurz darauf überholte Villeneuve Button und belegte den achten Platz. In derselben Runde führte Barrichello mit einer Sekunde Vorsprung vor seinem Teamkollegen Michael Schumacher, der wiederum 17 Sekunden vor Ralf Schumacher lag. Weiter hinten in der Reihenfolge landete Frentzen in Runde 16 in der letzten Kurve mit einem Hinterrad im Gras. Er verlor die Kontrolle über sein Auto, drehte sich um 180 Grad und rollte vor den Führenden rückwärts. Frentzen fiel auf den 18. Platz zurück, hinter Webber und Yoong. Er überholte Yoong und kehrte in der 18. Runde auf den 17. Platz zurück. Eine Runde später überholte Villeneuve Salo innen für den siebten Platz und blockierte Salos Gegenversuch.
Als die Ferrari ihren Vorsprung vor Ralf Schumacher ausbauten, teilten die Rennkommissare dem BAR-Team in der 23. Runde mit, dass Villeneuve eine Durchfahrtsstrafe auferlegt worden sei, da sie ihn für die Kollision mit Frentzen in Runde eins verantwortlich machten. In Runde 24 kam es zum ersten Einsatz des Safety-Cars durch den Rennleiter: Panis‘ Motor blockierte ohne Vorwarnung auf der Start-Ziel-Geraden. Seine Hinterräder blockierten, er drehte sich in die Mitte der Strecke und vermied den Aufprall auf die Leitplanke. Streckenposten entfernten Panis' Auto von der Rennstrecke, als er in die Boxengasse zurückkehrte. Die Teams von Ferrari und Williams verwendeten unterschiedliche Boxenstoppstrategien – das Ferrari-Team plante zwei Stopps, während das Williams-Team einen plante. Das Ferrari-Team rief Barrichello und Michael Schumacher zu ihren ersten Boxenstopps in die Boxengasse, Schumacher fuhr langsamer als Barrichello, damit die Mechaniker dessen Auto zuerst abfertigen konnten. Barrichello behielt die Führung, während Michael Schumacher hinter Ralf Schumacher zurückfiel. Das Safety-Car wurde am Ende der 27. Runde zurückgerufen und Barrichello führte beim Restart.
Kurz darauf kam es in Runde 28 zu einem schweren Unfall, der zum zweiten Einsatz des Safety-Cars führte. Als das Feld in die zweite Rechtskurve einfuhr, die sich auf einem Hügel befand, bemerkte Heidfeld, dass Rauch aus Yoongs Minardi aufstieg, und betätigte seine kalten Bremsen stark, wodurch seine Hinterräder blockierten und er nach etwa 91 Metern die Kontrolle verlor. Er geriet mit etwa 280 km/h (170 mph) ins Gras, als sich sein Auto um 180 Grad drehte. Das Gras bremste ihn nicht, und er wurde über die Kuppe eines Hügels geschleudert. Montoya auf der Innenseite war kurz davor, Takuma Satōs langsameres Auto in Kurve zwei zu überrunden, wobei Letzterer am Scheitelpunkt die Nase vorn hatte. Bei hoher Geschwindigkeit vermied Heidfeld knapp, Montoyas Frontflügel zu treffen und das Heck seines Saubers erlitt einen Seitenaufprall gegen den rechten Seitenkasten von Satōs Wagen, wobei beide Fahrzeuge schwer beschädigt wurden und Kohlenstofffaser- und Titanreste über einen großen Bereich der Strecke verstreuen. Heidfelds hintere Struktur und sein Titangetriebe bohrten ein Loch in Satōs Auto; Seine Knie stießen gegen die Lenksäule und brachen sie in zwei Hälften. Beide Fahrer wurden in ein Kiesbett geschickt und kamen dort zum Stehen. Ein sichtlich erschütterter Heidfeld wurde von Streckenposten mit einer schweren Prellung am linken Bein aus seinem Auto befreit. Nachdem Satōs Auto bei dem Unfall genügend Energie absorbiert hatte, blieb er mit Weichteilschäden am rechten Oberschenkel darin, verlor jedoch nicht das Bewusstsein. Ein Teil der hinteren Crashstruktur des Sauber drang in die Seite ein. Er wurde direkt unter Satōs rechtem Knie vom Monocoque des Jordan getroffen und sein Helm wurde zwischen der Kopfstütze des Wagens eingeklemmt, was ihn beides daran hinderte, sein Auto zu verlassen. Der Sicherheits- und Medizindelegierte der Fédération Internationale de l’Automobile (FIA), Sid Watkins, und sein Team brauchten zehn Minuten, um Satō aus dem Auto zu holen und ihn an der Unfallstelle zu behandeln, bevor sie ihn mit dem Krankenwagen zum medizinischen Zentrum der Rennstrecke transportierten. Von dort wurden Satō und Heidfeld mit dem Hubschrauber zum Universitätsklinikum Graz geflogen, zur nächtlichen Beobachtung und vorsorglichen Röntgenuntersuchungen. Unter Safety-Car-Bedingungen brachte jedes Team außer Ferrari und Williams seine Fahrer in die Boxengasse, um zusätzlichen Treibstoff und einen Satz Reifen zu holen. Nach 20 Minuten wurde das Rennen am Ende der 36. Runde neu gestartet, als das Safety-Car in die Boxengasse einfuhr. Barrichello führte Ralf Schumacher, Michael Schumacher, Montoya, Coulthard und Fisichella an. In Runde 37 überholte Webber seinen Teamkollegen Yoong und belegte den 13. Platz.
Villeneuve überholte Fisichella zu Beginn der 38. Runde und belegte den sechsten Platz. In derselben Runde betrat Irvine die Boxengasse und schied wegen eines Hydraulikschadens aus. Zwei Runden später holte Villeneuve Coulthard ein und überholte ihn in Kurve eins als Fünfter. Coulthard verlor den sechsten Platz an Fisichella, nachdem er in der 45. Runde mit Öl und außerhalb der Rennstrecke gefahren war. In derselben Runde hielt Trulli am Ende der Boxengassenmauer auf der Hauptgeraden an und schied mit einem Kraftstoffdruckverlust aus. Kurz darauf schied Yoong mit sichtbarem Feuer vom Heck seines Minardi aus. In Runde 47 begannen die Boxenstopps mit grüner Flagge. Ralf Schumacher machte einen Boxenstopp und fiel auf den fünften Platz zurück. Sein Teamkollege Montoya blieb noch vier Runden auf der Strecke und verbrauchte mehr Kraftstoff, um Ralf Schumacher zu überholen. Montoya betrat in der 51. Runde die Boxengasse, um Reifen zu holen. Er kehrte als Vierter ins Rennen zurück, vor seinem Teamkollegen Ralf Schumacher. Villeneuve wurde auf den dritten Platz vorgerückt, bis er in Runde 53 durch einen Boxenstopp auf den neunten Platz zurückgestuft wurde. Montoya und Ralf Schumacher kehrten auf die Plätze drei und vier zurück.
In der 61. Runde betrat Barrichello zum zweiten Mal die Boxengasse. Sein Tankstopp dauerte 6,2 Sekunden und er kam als Zweiter zurück. Sein Teamkollege Michael Schumacher führte in Runde 62 und legte am Ende der Runde seinen zweiten Boxenstopp ein. Er kehrte als Zweiter ins Rennen zurück, Barrichello führte wieder, schlussendlich gewann aber Michael Schumacher das Skandalrennen vor Barrichello und dem Williams-Pilot Montoya. Auf den weiteren Punkterängen folgten Ralf Schumacher, Fisichella und Coulthard.
Barrichello, der fast die gesamte Renndistanz über geführt hatte, musste Michael Schumacher auf Anweisung von Teamchef Jean Todt passieren lassen („Rubens, it's last lap. Let Michael pass for the championship! Let Michael pass for the championship! Rubens, please“) und tat dies schließlich, wie schon im Vorjahr an gleicher Stelle, kurz vor der Zielgeraden. Bei der anschließenden Siegerehrung ließ Michael Schumacher Barrichello auf dem Podest ganz oben stehen, während die deutsche Nationalhymne für den tatsächlichen Rennsieger gespielt wurde, und überreichte ihm anschließend auch den Siegerpokal. Während die italienische Hymne für das Siegerteam gespielt wurde, standen schließlich beide Ferrari-Fahrer auf dem oberen Podest. Die FIA wertete dies als Verstoß gegen das Protokoll und bestrafte Ferrari und seine Fahrer mit einer Geldstrafe in Höhe von 1.000.000 US-Dollar. Für die Stallorder selbst konnte Ferrari regeltechnisch nicht belangt werden, jedoch wurden Anweisungen an die Fahrer „die den Ausgang eines Rennens beeinflussen“ ab der folgenden Saison 2003 verboten.
Sowohl in der Fahrer- als auch in der Konstrukteurswertung blieben die ersten drei Positionen unverändert.

## Meldeliste
| Team                       | Nr. | Fahrer                | Chassis        | Motor                 | Reifen |
| -------------------------- | --- | --------------------- | -------------- | --------------------- | ------ |
| Scuderia Ferrari Marlboro  | 01  | Michael Schumacher    | Ferrari F2002  | Ferrari 3.0 V10       | B      |
| Scuderia Ferrari Marlboro  | 02  | Rubens Barrichello    | Ferrari F2002  | Ferrari 3.0 V10       | B      |
| West McLaren Mercedes      | 03  | David Coulthard       | McLaren MP4-17 | Mercedes-Benz 3.0 V10 | M      |
| West McLaren Mercedes      | 04  | Kimi Räikkönen        | McLaren MP4-17 | Mercedes-Benz 3.0 V10 | M      |
| BMW.WilliamsF1 Team        | 05  | Ralf Schumacher       | Williams FW24  | BMW 3.0 V10           | M      |
| BMW.WilliamsF1 Team        | 06  | Juan Pablo Montoya    | Williams FW24  | BMW 3.0 V10           | M      |
| Sauber Petronas            | 07  | Nick Heidfeld         | Sauber C21     | Petronas 3.0 V10      | B      |
| Sauber Petronas            | 08  | Felipe Massa          | Sauber C21     | Petronas 3.0 V10      | B      |
| DHL Jordan Honda           | 09  | Giancarlo Fisichella  | Jordan EJ12    | Honda 3.0 V10         | B      |
| DHL Jordan Honda           | 10  | Takuma Satō           | Jordan EJ12    | Honda 3.0 V10         | B      |
| Lucky Strike BAR Honda     | 11  | Jacques Villeneuve    | BAR 004        | Honda 3.0 V10         | B      |
| Lucky Strike BAR Honda     | 12  | Olivier Panis         | BAR 004        | Honda 3.0 V10         | B      |
| Mild Seven Renault F1 Team | 14  | Jarno Trulli          | Renault R202   | Renault 3.0 V10       | M      |
| Mild Seven Renault F1 Team | 15  | Jenson Button         | Renault R202   | Renault 3.0 V10       | M      |
| Jaguar Racing              | 16  | Eddie Irvine          | Jaguar R3      | Ford Cosworth 3.0 V10 | M      |
| Jaguar Racing              | 17  | Pedro de la Rosa      | Jaguar R3      | Ford Cosworth 3.0 V10 | M      |
| Orange Arrows Cosworth     | 20  | Heinz-Harald Frentzen | Arrows A23     | Ford Cosworth 3.0 V10 | B      |
| Orange Arrows Cosworth     | 21  | Enrique Bernoldi      | Arrows A23     | Ford Cosworth 3.0 V10 | B      |
| KL Minardi Asiatech        | 22  | Alex Yoong            | Minardi PS02   | Asiatech 3.0 V10      | M      |
| KL Minardi Asiatech        | 23  | Mark Webber           | Minardi PS02   | Asiatech 3.0 V10      | M      |
| Panasonic Toyota Racing    | 24  | Mika Salo             | Toyota TF102   | Toyota 3.0 V10        | M      |
| Panasonic Toyota Racing    | 25  | Allan McNish          | Toyota TF102   | Toyota 3.0 V10        | M      |

## Klassifikationen

### Qualifying
| Pos.                                                                        | Fahrer                | Konstrukteur     | Zeit     | Start |
| --------------------------------------------------------------------------- | --------------------- | ---------------- | -------- | ----- |
| 01                                                                          | Rubens Barrichello    | Ferrari          | 1:08,082 | 01    |
| 02                                                                          | Ralf Schumacher       | Williams-BMW     | 1:08,364 | 02    |
| 03                                                                          | Michael Schumacher    | Ferrari          | 1:08,704 | 03    |
| 04                                                                          | Juan Pablo Montoya    | Williams-BMW     | 1:09,118 | 04    |
| 05                                                                          | Nick Heidfeld         | Sauber-Petronas  | 1:09,129 | 05    |
| 06                                                                          | Kimi Räikkönen        | McLaren-Mercedes | 1:09,154 | 06    |
| 07                                                                          | Felipe Massa          | Sauber-Petronas  | 1:09,228 | 07    |
| 08                                                                          | David Coulthard       | McLaren-Mercedes | 1:09,335 | 08    |
| 09                                                                          | Olivier Panis         | BAR-Honda        | 1:09,561 | 09    |
| 10                                                                          | Mika Salo             | Toyota           | 1:09,661 | 10    |
| 11                                                                          | Heinz-Harald Frentzen | Arrows-Cosworth  | 1:09,671 | 11    |
| 12                                                                          | Enrique Bernoldi      | Arrows-Cosworth  | 1:09,723 | 12    |
| 13                                                                          | Jenson Button         | Renault          | 1:09,780 | 13    |
| 14                                                                          | Allan McNish          | Toyota           | 1:09,818 | 14    |
| 15                                                                          | Giancarlo Fisichella  | Jordan-Honda     | 1:09,901 | 15    |
| 16                                                                          | Jarno Trulli          | Renault          | 1:09,980 | 16    |
| 17                                                                          | Jacques Villeneuve    | BAR-Honda        | 1:10,051 | 17    |
| 18                                                                          | Takuma Satō           | Jordan-Honda     | 1:10,058 | 18    |
| 19                                                                          | Pedro de la Rosa      | Jaguar-Cosworth  | 1:10,533 | 19    |
| 20                                                                          | Eddie Irvine          | Jaguar-Cosworth  | 1:10,741 | 20    |
| 21                                                                          | Mark Webber           | Minardi-Asiatech | 1:11,388 | 21    |
| 22                                                                          | Alex Yoong            | Minardi-Asiatech | 1:12,336 | 22    |
| 107-Prozent-Zeit: 1:12,847 min (bezogen auf die Bestzeit von 1:08,082 min.) |                       |                  |          |       |

### Rennen
| Pos. | Fahrer                | Konstrukteur     | Runden | Stopps | Zeit        | Start | Schnellste Runde |
| ---- | --------------------- | ---------------- | ------ | ------ | ----------- | ----- | ---------------- |
| 01   | Michael Schumacher    | Ferrari          | 71     | 2      | 1:33:51,562 | 03    | 1:09,298 (68.)   |
| 02   | Rubens Barrichello    | Ferrari          | 71     | 2      | + 0,182     | 01    | 1:09,320 (57.)   |
| 03   | Juan Pablo Montoya    | Williams-BMW     | 71     | 1      | + 17,730    | 04    | 1:09,853 (70.)   |
| 04   | Ralf Schumacher       | Williams-BMW     | 71     | 1      | + 18,448    | 02    | 1:09,862 (66.)   |
| 05   | Giancarlo Fisichella  | Jordan-Honda     | 71     | 1      | + 49,965    | 15    | 1:11,284 (66.)   |
| 06   | David Coulthard       | McLaren-Mercedes | 71     | 1      | + 50,672    | 08    | 1:11,223 (69.)   |
| 07   | Jenson Button         | Renault          | 71     | 1      | + 51,229    | 13    | 1:11,209 (68.)   |
| 08   | Mika Salo             | Toyota           | 71     | 1      | + 1:09,425  | 10    | 1:11,591 (64.)   |
| 09   | Allan McNish          | Toyota           | 71     | 1      | + 1:09,718  | 14    | 1:11,456 (67.)   |
| 10   | Jacques Villeneuve    | BAR-Honda        | 70     | 3      | + 1 Runde   | 17    | 1:10,823 (52.)   |
| 11   | Heinz-Harald Frentzen | Arrows-Cosworth  | 69     | 1      | + 2 Runden  | 11    | 1:11,201 (67.)   |
| 12   | Mark Webber           | Minardi-Asiatech | 69     | 2      | + 2 Runden  | 21    | 1:11,819 (67.)   |
| –    | Jarno Trulli          | Renault          | 44     | 1      | DNF         | 16    | 1:12,626 (40.)   |
| –    | Alex Yoong            | Minardi-Asiatech | 42     | 1      | DNF         | 22    | 1:14,441 (22.)   |
| –    | Eddie Irvine          | Jaguar-Cosworth  | 38     | 2      | DNF         | 20    | 1:12,602 (22.)   |
| –    | Nick Heidfeld         | Sauber-Petronas  | 27     | 0      | DNF         | 05    | 1:12,180 (20.)   |
| –    | Takuma Satō           | Jordan-Honda     | 26     | 1      | DNF         | 18    | 1:13,119 (20.)   |
| –    | Olivier Panis         | BAR-Honda        | 22     | 0      | DNF         | 09    | 1:12,594 (22.)   |
| –    | Felipe Massa          | Sauber-Petronas  | 7      | 0      | DNF         | 07    | 1:14,052 (06.)   |
| –    | Kimi Räikkönen        | McLaren-Mercedes | 5      | 0      | DNF         | 06    | 1:14,028 (05.)   |
| –    | Enrique Bernoldi      | Arrows-Cosworth  | 2      | 0      | DNF         | 12    | 1:21,891 (02.)   |
| –    | Pedro de la Rosa      | Jaguar-Cosworth  | 0      | 0      | DNF         | 19    | –                |

## WM-Stände nach dem Rennen
Die ersten sechs des Rennens bekamen 10, 6, 4, 3, 2 bzw. 1 Punkt(e).

### Fahrerwertung
| Pos. | Fahrer             | Konstrukteur     | Punkte |
| ---- | ------------------ | ---------------- | ------ |
| 01   | Michael Schumacher | Ferrari          | 54     |
| 02   | Juan Pablo Montoya | Williams-BMW     | 27     |
| 03   | Ralf Schumacher    | Williams-BMW     | 23     |
| 04   | Rubens Barrichello | Ferrari          | 12     |
| 05   | David Coulthard    | McLaren-Mercedes | 10     |
| 06   | Jenson Button      | Renault          | 8      |
| 07   | Nick Heidfeld      | Sauber-Petronas  | 5      |
| 08   | Kimi Räikkönen     | McLaren-Mercedes | 4      |
| 09   | Eddie Irvine       | Jaguar-Cosworth  | 3      |
| 10   | Felipe Massa       | Sauber-Petronas  | 3      |
| 11   | Mark Webber        | Minardi-Asiatech | 2      |

| Pos. | Fahrer                | Konstrukteur     | Punkte |
| ---- | --------------------- | ---------------- | ------ |
| 12   | Giancarlo Fisichella  | Jordan-Honda     | 2      |
| 13   | Mika Salo             | Toyota           | 2      |
| 14   | Heinz-Harald Frentzen | Arrows-Cosworth  | 1      |
| 15   | Jacques Villeneuve    | BAR-Honda        | 0      |
| 16   | Allan McNish          | Toyota           | 0      |
| 17   | Alex Yoong            | Minardi-Asiatech | 0      |
| 18   | Pedro de la Rosa      | Jaguar-Cosworth  | 0      |
| 19   | Takuma Satō           | Jordan-Honda     | 0      |
| 20   | Jarno Trulli          | Renault          | 0      |
| –    | Olivier Panis         | BAR-Honda        | 0      |
| –    | Enrique Bernoldi      | Arrows-Cosworth  | 0      |

### Konstrukteurswertung
| Pos. | Konstrukteur     | Punkte |
| ---- | ---------------- | ------ |
| 01   | Ferrari          | 66     |
| 02   | Williams-BMW     | 50     |
| 03   | McLaren-Mercedes | 14     |
| 04   | Renault          | 8      |
| 05   | Sauber-Petronas  | 8      |
| 06   | Jaguar-Cosworth  | 3      |

| Pos. | Konstrukteur     | Punkte |
| ---- | ---------------- | ------ |
| 07   | Minardi-Asiatech | 2      |
| 08   | Jordan-Honda     | 2      |
| 09   | Toyota           | 2      |
| 10   | Arrows-Cosworth  | 1      |
| 11   | BAR-Honda        | 0      |